# Кирха Святого Михаила в Никулясах
Кирха святого Михаила в Никулясах — несохранившаяся лютеранская церковь в деревне Верхние Никулясы Всеволожского района Ленинградской области, бывший центр капельного прихода Миккулайнен (фин. Miikkulainen) Евангелическо-лютеранской церкви Ингрии.

## История
Кирха святого Михаила прихода Миккулайнен была построена в деревне Верхние Никулясы в 1870—1871 годах и освящена 27(28) августа 1872 года.
Кирха была рассчитана на 650 человек. Приход Миккулайнен являлся капельным прихода Вуоле (фин. Vuole) и входил в Шлиссельбургское пробство.
В конце июля 1919 года он сгорела в ходе боевых действий между частями Красной армии и местными крестьянами, поднявшими восстание против советской власти, под командованием капитана И. Н. Додонова.
Вследствие этого, в том же году в деревне Нижние Никулясы, в доме местного жителя Ф. Ф. Ряннеля был устроен временный молитвенный дом.
В 1927 году на месте сгоревшей церкви, была построена новая деревянная кирха, чин освящения был произведён 12 октября. Новая кирха не имела ни колоколов, ни органа, её вместимость была около 300 человек.
Последнее богослужение в ней состоялось 15 февраля 1931 года.
Кирха была окончательно закрыта в 1934 году, а её здание снесено.

## Прихожане
Приход Миккулайнен (фин. Miikkulainen) включал в себя 7 деревень:

Верхние Никулясы, Нижние Никулясы, Носово, Нясино, Салокюля, Сокелово, Тозерово.
В 1919 году в приходе состояло 2300 человек.
В приходе Миккулайнен, в ныне не существующей деревне Тозерово, в 1921 году родился Народный художник РСФСР, почётный член академии художеств России, Тойво Васильевич Ряннель.

## Духовенство

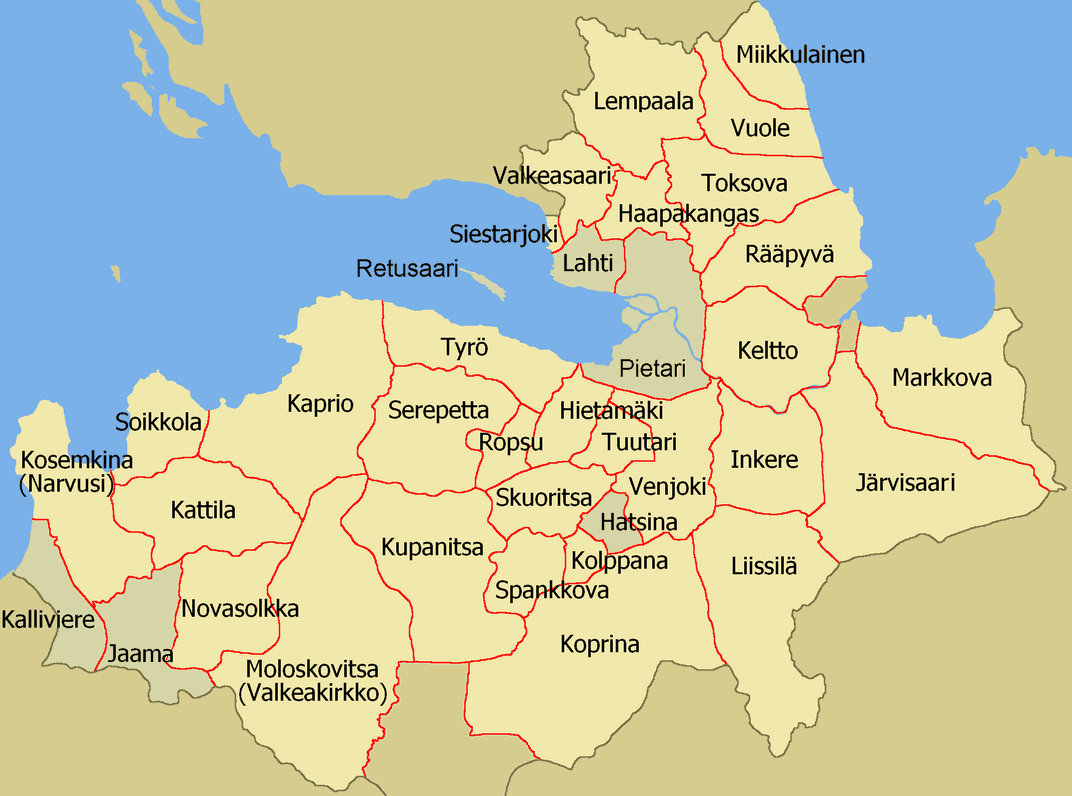
Карта приходов Церкви Ингрии (1930-е годы)

| Настоятели церкви | Настоятели церкви                         |
| Даты              | Пастор                                    |
| ----------------- | ----------------------------------------- |
| 1872—1894†        | Вилхелм Виктор Перониус (пастор)          |
| 1890—1919         | Вилхелм Теодор Перониус (адъюнкт, пастор) |
| 1921              | Феликс Фридольф Реландер (епископ)        |
| 1922—1924         | Пекка Бистер                              |
| 1925—1927         | Иисакки Вирронен                          |
| 1927—1929         | Аатами Куортти (арестован)                |
| 1930—1931         | Юхана Музакка (арестован)                 |

## Фото

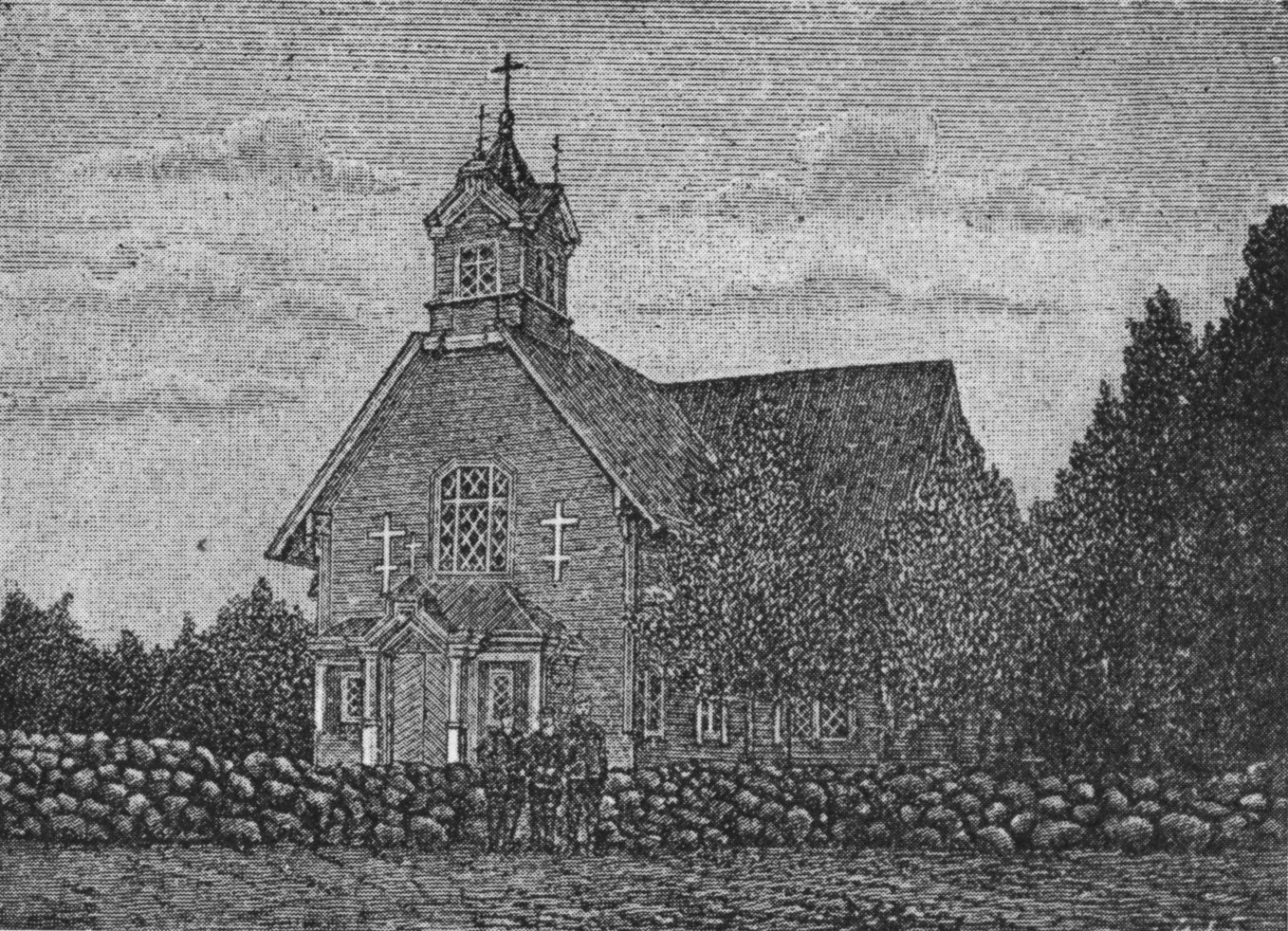
Кирха в Верних Никулясах. Гравюра начала XX века
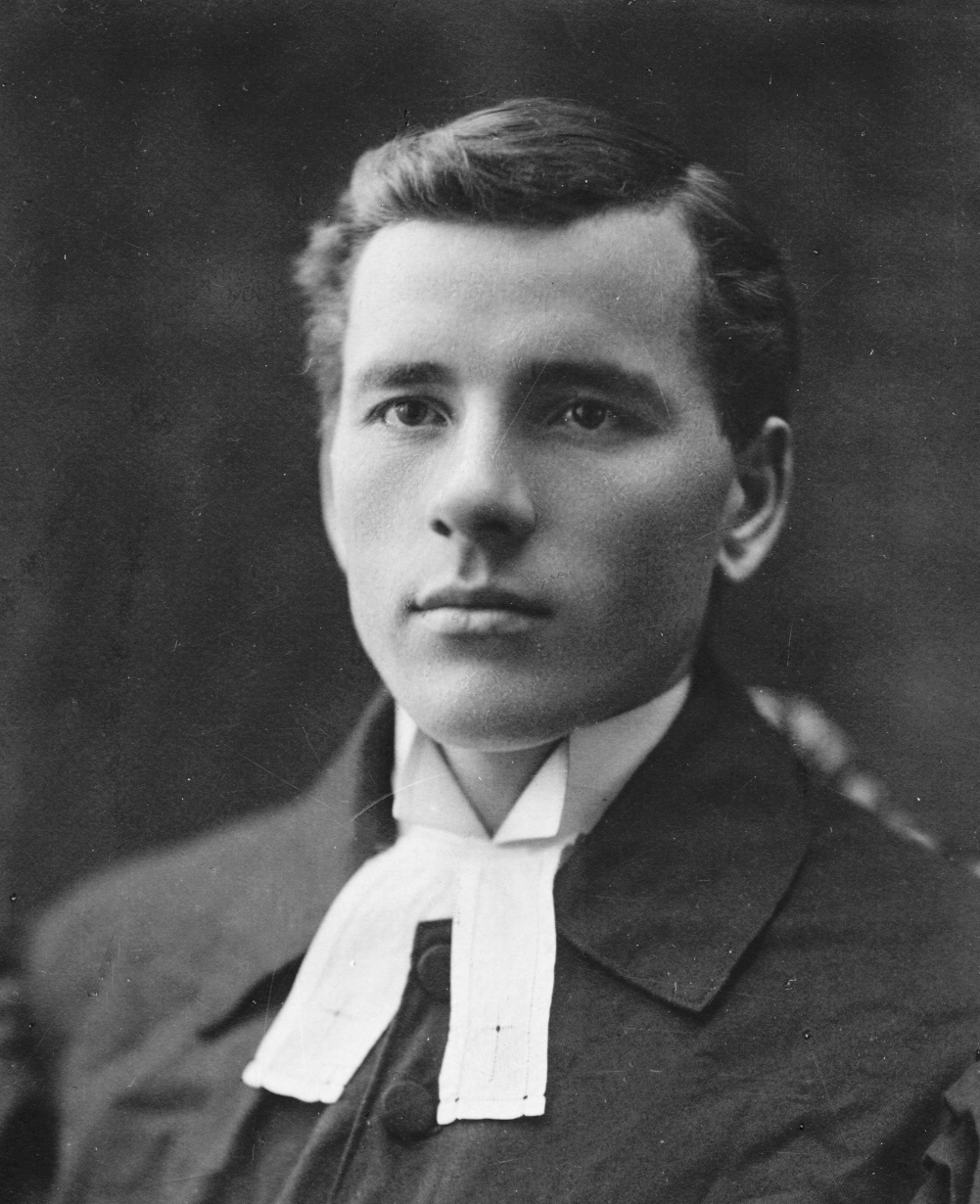
Пастор Аатами Куортти. 1920-е годы